# Genio
Los Djinn o Jinn (árabe: جِنّ), también romanizados como genios o anglicados como genies, son criaturas invisibles en la Arabia preislámica temprana y, más tarde, en la cultura y las creencias islámicas. Al igual que los humanos, son responsables de sus actos y pueden ser creyentes (musulmanes) o no creyentes (kafir), dependiendo de si aceptan la guía de Dios. Dado que los Genios no son ni innatamente malos ni innatamente buenos, el Islam reconoció a los espíritus de otras religiones y pudo adaptarlos durante su expansión. Los Genios no son un concepto estrictamente islámico; pueden representar varias creencias paganas integradas en el Islam. Para afirmar un monoteísmo estricto y el concepto islámico de tawhid (unicidad de Dios), el Islam niega toda afinidad entre los Genios y Dios, situando así a los Genios en paralelo a los humanos, también sujetos al juicio de Dios y a la vida después de la muerte. El Corán condena la práctica árabe preislámica de adorarlos o buscar su protección.
Aunque suelen ser invisibles, se supone que los Genios están formados por cuerpos delgados y sutiles (en árabe: أَجْسَام, romanizado: ajsām) y pueden cambiar a voluntad. Su forma preferida es la de cucaracha o serpiente, pero también pueden aparecer como escorpiones, lagartos o humanos. Pueden incluso mantener relaciones sexuales con humanos y tener descendencia. Si alguien les hiere, suelen vengarse o poseer el cuerpo del agresor, lo que requiere un exorcismo. Los Genios rara vez se inmiscuyen en los asuntos humanos y prefieren vivir con los suyos en tribus similares a las de la Arabia preislámica.
Los Genios, aparecen individualmente en amuletos y talismanes. Se les pide protección o ayuda mágica, a menudo bajo el liderazgo de un rey. Muchas personas que creen en los Genios llevan amuletos para protegerse de los ataques de los Genios, enviados por hechiceros y brujas. Una creencia muy extendida sostiene que los Genios no pueden hacer daño a alguien que lleva algo con el nombre de Dios escrito en él. Aunque en el pasado algunos eruditos musulmanes tenían una actitud ambivalente hacia los Genios, los estudiosos musulmanes contemporáneos asocian cada vez más a los Genios con la idolatría.

## Etimología y traducción

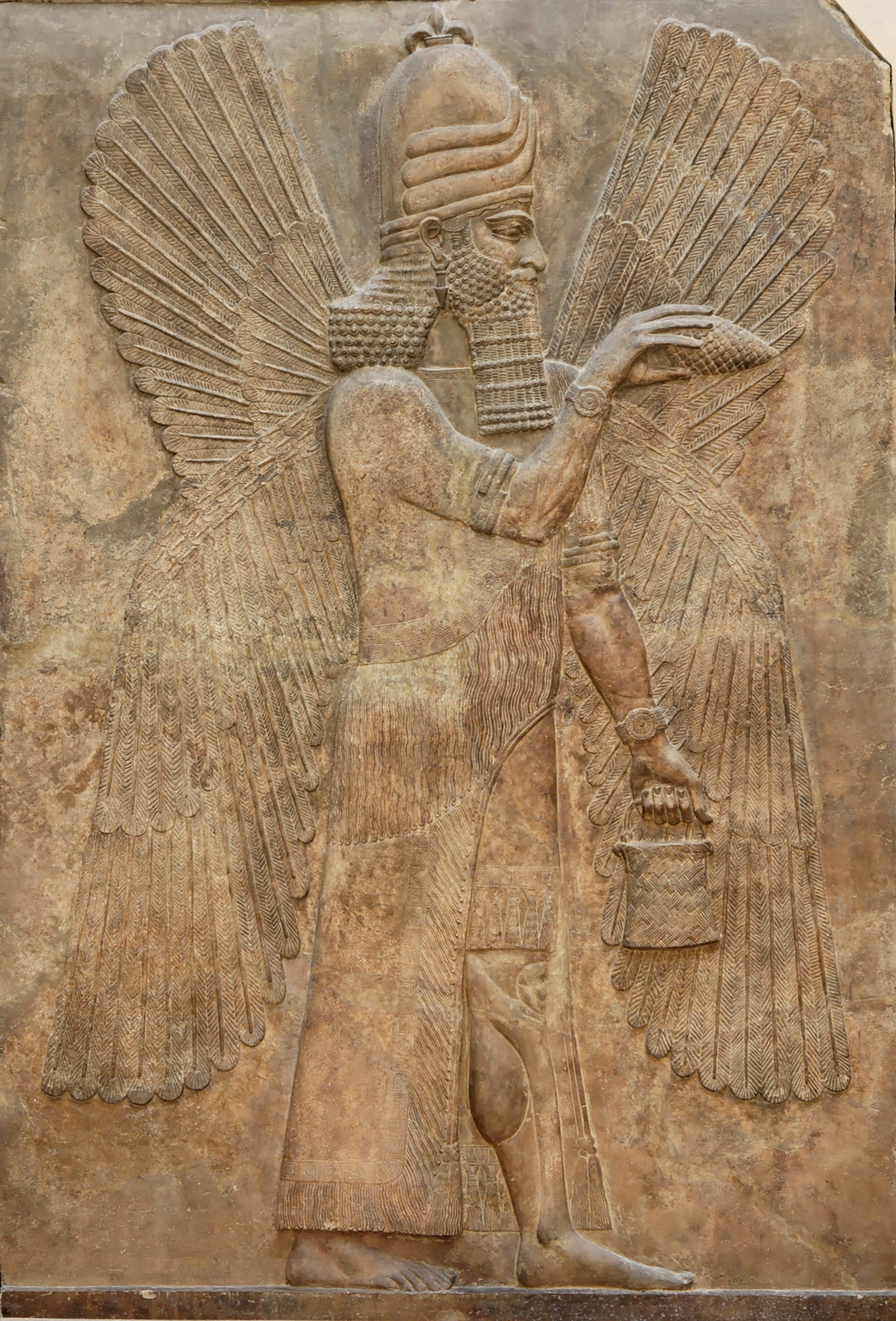
El Genio alado del cubo y el cono representa una entidad semidivina, probablemente precursora de las deidades tutelares preislámicas, que se convirtieron en los Genios en el Islam. Relieve del muro norte del palacio del rey Sargón II en Dur Sharrukin, 713-

Jinn es un sustantivo colectivo árabe derivado de la raíz semítica jnn (árabe: جَنّ / جُنّ, jann), cuyo significado principal es "ocultar" o "adaptarse". Algunos autores interpretan que la palabra significa, literalmente, "seres que se ocultan a los sentidos". Entre sus cognados se encuentran el árabe majnūn (مَجْنُون, "poseído" o, en general, "demente"), jannah (جَنَّة, "jardín", "edén" o "cielo") y janīn (جَنِين, "embrión"). La palabra Genio se trata propiamente como un plural (sin embargo, en el árabe clásico, también puede aparecer como jānn, جَانّ), siendo el singular jinnī (جِنِّيّ), del que deriva la palabra inglesa "genie".
El origen de la palabra Genio sigue siendo incierto. Algunos estudiosos relacionan el término árabe jinn con el genius latino (espíritu guardián de personas y lugares en la religión romana) como resultado del sincretismo durante el reinado del imperio romano bajo Tiberio y Augusto; sin embargo, esta derivación también es discutida. Sus partidarios sostienen que tanto los Genios romanos como los jinn árabes se consideran deidades menores que habitan en santuarios locales, árboles o manantiales y en personas o familias. Al arameo ginnaya (siríaco clásico: ܓܢܝܐ), con el significado de "deidad tutelar" o "guardián", se le atribuyen funciones similares y es otro posible origen del término jinn.
Otra sugerencia sostiene que la palabra es de origen persa y apareció en forma del avéstico Jaini, un espíritu maligno (femenino). Jaini era una de las diversas criaturas de la mitología de los pueblos iraníes, posiblemente incluso anterior al Zoroastrismo. Wensick defiende un origen puramente árabe del término, afirmando que según la visión semítica común las afecciones psíquicas y corporales son causadas por espíritus. Un objeto que reaccionara a una afección de este tipo sería una encarnación de dicho espíritu. Como estos espíritus están ocultos a la vista de los humanos, se les habría llamado Genios.
El anglicismo genie procede del francés génie, también del latín genius. Apareció por primera vez en las traducciones del siglo XVIII de Las mil y una noches (Thousand and One Nights) a partir del francés, donde se había utilizado debido a su similitud aproximada en sonido y sentido y además se aplica a espíritus intermediarios benévolos, en contraste con los espíritus malévolos llamados "demonio" y "ángeles celestiales", en la literatura. En el arte asirio también se denomina Genio a las criaturas situadas ontológicamente entre los humanos y las divinidades.
Aunque no se ajustan con precisión, las analogías descriptivas que se han utilizado para estos seres en el pensamiento occidental incluyen demonio, espíritu, "sprite" y hada, dependiendo de la fuente. A su vez, la traducción árabe de la ninfa griega ('arūsa) también se utiliza para los Genios en las fuentes del Oriente Medio. Aunque el término espíritu se utiliza con frecuencia, ha sido criticado por no captar su naturaleza corpórea y que en su lugar debería utilizarse el término genio.

## Época preislámica
Los orígenes exactos de la creencia en los Genios no están del todo claros. La creencia en los Genios en la religión árabe preislámica está atestiguada no sólo por el Corán, sino también por la poesía árabe preislámica. Algunos estudiosos del Oriente Medio sostienen que se originaron como espíritus malévolos que residían en desiertos y lugares impuros y que a menudo adoptaban formas de animales; otros sostienen que originalmente eran deidades paganas de la naturaleza que fueron quedando marginadas a medida que otras deidades adquirían mayor importancia.

### Miedo y veneración
Muchos árabes ya adoraban a los Genios en la Arabia preislámica Julius Wellhausen observó que a menudo se pensaba que los Genios "habitaban o rondaban lugares desolados, oscuros y lúgubres del desierto". Por ese motivo, se les consideraba responsables de diversas enfermedades y dolencias mentales. Emilie Savage-Smith afirma que los Genios maliciosos y los dioses buenos eran distintos en la Arabia preislámica, pero admite que tal distinción no es absoluta. En las regiones situadas al norte del Hiyaz, Palmira y Baalbek, los términos jinni e ilah (deidad) se utilizaban a menudo indistintamente. Julius Wellhausen también está de acuerdo en que en la Arabia preislámica se suponía que entre los Genios había al menos algunos seres amistosos y serviciales. Wellhausen distingue entre un dios y un Genio no en función de la moralidad, sino del culto; a los Genios se les rinde culto en privado, mientras que a los dioses se les rinde culto en público.
Al-Yahiz atribuye a los árabes preislámicos la creencia de que la sociedad de los Genios constituye varias tribus y grupos, análogos a la cultura árabe preislámica. Los Genios también podían proteger, casarse, secuestrar, poseer y matar a las personas. A pesar de ser invisibles, se considera que los Genios tienen cuerpo (ajsām); según describe Zakariya al-Qazwini, se encuentran entre los animales, junto con los humanos, las bestias de carga (como los caballos), los ganado, las fieras, las aves y los reptiles. Los Genios también son conocidos como metamorfos, que a menudo adoptan la forma de un animal, preferentemente una serpiente. Otros animales ctónicos considerados formas de Genio son los escorpiones y los lagartos. Tanto los escorpiones como las serpientes han sido venerados en el antiguo Oriente Medio.
Sin embargo, cuando adoptan forma humana, se dice que siguen siendo en parte animales y no totalmente humanos. Aunque el poder de los Genios suele superar al de los humanos, es concebible que un hombre pueda matar a un Genio en combate singular, pero se les teme por atacar sin ser vistos. Algunas fuentes hablan incluso de Genios muertos que dejan tras de sí un cadáver similar al de una serpiente o un escorpión.

### Poesía y adivinación
A pesar de que a menudo se les temía o inspiraban temor, también se imaginaba que los Genios se hacían amigos de los humanos o sentían algo por ellos. Según las creencias árabes, los adivinos, los filósofos preislámicos y los poetas se inspiraban en los Genios.
Se dice que el poeta árabe al-Aʿshā se inspiraba en un amigo llamado Misḥal (daʿawtu khalīlī Misḥalan) y lo llamaba su hermano jinni (akhī ʾl-jinnī). Del mismo modo, el poeta Thābit, que más tarde se convirtió al islam y llegó a ser conocido como "el poeta del profeta", se refería a su amigo jinni como su "hermano agudo de vista del Genio" ("wa-akhī min al-jinn al-baṣīr"). La relación entre Genios y humanos también puede ser romántica. Según una famosa historia árabe, el Genio Manzur se enamoró de una mujer humana llamada Habbah. Se supone que le enseñó las artes de la curación.
La relación mutua entre Genios y humanos es diferente a la de un Genio y un adivino (kāhin). El adivino se presenta como alguien totalmente controlado por el Genio que entra. Se consultaba al adivino para revelar información oculta o resolver disputas, ya que se creía que los Genios que hablaban a través de ellos revelaban conocimientos ocultos.

## Islam

### Corán
Los Genios se mencionan unas 29 veces en el Corán, exclusivamente en los Suras de La Meca. El Corán da por sentado que el público está familiarizado con el tema sin extenderse mucho más sobre los Genios. Según el Corán 51:56-56, Mahoma fue enviado como profeta tanto a las comunidades humanas como a las de Genios y se enviaron profetas y mensajeros a ambas comunidades.
A lo largo del Corán, los humanos y los Genios (al-ins wa-l-jinn) aparecen frecuentemente como pareja, designando su estatus de igualdad respecto a su creación y rechazando que los Genios compartan la divinidad con el Creador. El término ins deriva de anisa, que significa "estar familiarizado con" y se refiere a seres humanos familiares reconocibles. Por el contrario, el término Genio se refiere a seres antropomórficos extraños, invisibles o desconocidos, que no obstante están sujetos a las mismas consideraciones que los primeros. Ambos fueron creados para adorar a Dios. (51:56). Puesto que se supone que adoran a Dios desde el libre albedrío, ambos son capaces de buenas y malas acciones (7:179, 55:56). Son, como los humanos, seres racionales formados por naciones (7:38).
El Sura de al-yinn trata de la revelación a los Genios. La misma Sura menciona a los Genios justos, por un lado, y a los maliciosos, por otro. Los Genios no pueden perjudicar ni beneficiar a los humanos, pues están ocupados en cuidar de sí mismos y de su propio lugar en el cosmos. Esto contrasta notablemente con los demonios y diablos de la tradición judeocristiana. El Corán no condena a los Genios como fuente de daño, sino por confundirlos con seres que merecen veneración cultual (72:6). Se culpa a los Genios y a los humanos por conceder atributos divinos a otra criatura (es decir, a los Genios); a los Genios a sí mismos y a los humanos a los Genios.
En el relato coránico, a pesar de sus similitudes, existen importantes diferencias entre ambas especies. Mientras que los humanos están hechos de "arcilla" o "tierra", los Genios fueron creados de "fuego sin humo" (Corán 15:27, Corán 55:15), que es posiblemente la razón por la que se les atribuyen algunas habilidades extraordinarias, como la invisibilidad, la transformación y el ascenso por los aires como los demonios (Corán 72:8). A pesar de algunos poderes sobrehumanos, los Genios no ocupan en el Corán una posición fundamentalmente diferente a la de los humanos. Del mismo modo que los humanos, los Genios tampoco tienen conocimiento del futuro. Al igual que la humanidad, los Genios se enfrentan a limitaciones epistémicas respecto a "lo oculto/escondido", tienen que confiar en los mensajeros de Dios y se enfrentan al juicio escatológico.

### Exégesis
En la interpretación coránica, el término Genio puede utilizarse de dos formas distintas:
1. Un ser invisible específico, descendiente de abu Jann, considerado, junto con los humanos, thaqalān (responsable de sus actos), creado de "fuego y aire" (árabe: مَارِجٍ مِن نَّار, mārijin min nār).[46]
2. Cualquier objeto que no pueda ser detectado por los órganos sensoriales humanos, incluidos los ángeles, los demonios y el interior (espiritual) de los seres humanos.[46][47][nota 3]

La creencia en los Genios no está incluida entre los seis artículos de la fe islámica, como sí lo está la creencia en los ángeles. No obstante, muchos eruditos musulmanes, entre ellos el erudito Hanbalī ibn Taymiyya y el erudito Ẓāhirī ibn Hazm, creen que son esenciales para la fe islámica, ya que se mencionan en el Corán. La mayoría de los eruditos musulmanes aceptan que los Genios pueden poseer a las personas. Esto se considera parte de las doctrinas (aqidah) de la "gente de la Sunnah" (ahl as-sunnah wal-jammah'a) en la tradición de Ash'ari. Los eruditos del Atharī ibn Taimiyya e ibn Qayyim están de acuerdo en este asunto. De entre las escuelas de teología suníes, sólo el Maturidismo (Māturīdīs) parece debatir la posesión. Al-Rustughfanī consideró imposible la posesión del Genio.
Al-Māturīdī se centra en la dinámica entre los Genios y los humanos basándose en el Corán 72:6. Afirma que buscar refugio entre los Genios aumenta el miedo y la ansiedad, pero no a causa de los Genios, sino debido a la dependencia psicológica del individuo hacia poderes externos. Con ello, se refiere a la búsqueda de refugio entre los Genios como una forma de idolatría y el politeísmo (širk), debido a la dependencia de algo creado en lugar de Dios.
Aunque los Genios aparecen con frecuencia en la literatura hagiográfica sufí y nunca se duda de su existencia, no desempeñan ningún papel importante en la cosmología sufí. Debido a sus similitudes con los humanos, no funcionan ni como modelo a seguir (como los ángeles) ni como tentadores del yo inferior (como Satanás) y aparecen principalmente en anécdotas poéticas.

### Jurisprudencia
Los Genios están obligados a seguir la ley divina (sharīʿa), tal y como la derivan del Corán los juristas musulmanes (faqīh). Así, los Genios son considerados, junto con los humanos, mukallāf. A los creyentes entre los Genios se les llama "Genios musulmanes" (muslimū l-jinn).
Dado que ambas creaciones deben realizar las oraciones obligatorias (Azalá), los juristas musulmanes debatieron si está permitido realizar la oración detrás de un Genio. Shibli cita a dos eruditos hanbalíes que lo consideran permisible sin dudarlo. Puesto que Mahoma fue enviado a Genios y humanos, ambos son mukallāf y están sujetos a la orden de rezar.
Puesto que los humanos y los Genios son capaces de procrear, los juristas musulmanes abordaron la cuestión de la permisibilidad de las relaciones sexuales entre estos dos tipos de criaturas. Algunos muhaddith (eruditos del hadiz) consideraron que algunos Hadiz eran inventados (mawḍūʻ), pero insistieron en la necesidad de una explicación:

"Llegará la hora en la que los hijos de los Genio serán muchos entre vosotros".
— Suyuti, Laqt al-marjân 

"Entre vosotros están los expatriados (mugharrabûn)"; y esto, explicó, significa “cruzados con genios”. 
— Suyuti, Laqt al-marjân 

Aunque se han registrado casos de relaciones entre humanos y Genios, la mayoría de los juristas musulmanes están de acuerdo en que este tipo de relaciones no son permisibles. Incluso los eruditos que permiten este tipo de relaciones las consideran indeseables (makruh). No obstante, se suele considerar que los descendientes de relaciones entre humanos y Genios son personas con talento y habilidades especiales.

### Folclore
Los Genios (también conocidos como: albanés: Xhindi, turco: Cin, bielorruso: Чорт) fueron adoptados por la cultura islámica posterior, ya que el Corán afirma su existencia. Aunque las representaciones se clasifican en pequeña tradición (folclore) y gran tradición (islam oficial) a efectos de investigación, ambas representaciones son en gran medida iguales.
El Corán no considera demonios a los seres mitológicos extraños, sino entidades a las que erróneamente se atribuye poder divino. Por lo tanto, los Genios se consideraban una tercera clase de seres invisibles, a menudo neutros o moralmente ambiguos, no equiparables en consecuencia a los demonios. El islam permitió integrar las creencias locales sobre espíritus y deidades de Irán, África, Turquía e India en un marco monoteísta sin demonizarlos. Un ejemplo de ello son los escritos de Syed Sultán, que trata a Shiva y Parvati como "seres creados" y asigna a los Suras y Asuras el papel de los Genios en la tradición hagádica islámica. Además de las deidades locales, también se reconoce la existencia de espíritus puramente malévolos. Así, los Genios coexisten con otras entidades mitológicas, como los demonios (Dēw) y las hadas (parī).
La actitud moral de los Genios suele asociarse a su religión. Los Genios buenos suelen considerarse Genios musulmanes o Genios islámicos, mientras que los Genios incrédulos fueron tentados por los demonios (shayatin) y se denominan Genios kāfir. Además del islam, también podían practicar el cristianismo y el judaísmo. Los Genios buenos podían enseñar lecciones morales a la gente y podían ser benévolos, o ayudar a personas espirituales, como los chamanes (kam) en Asia Central o los curanderos espirituales en Senegal. Los estudios de Mediha Esenel en Anatolia en 1940 mencionan la creencia de que las personas dotadas espiritualmente pueden actuar como intermediarios entre los humanos y los Genios.
La mayoría de las veces, se cree que los Genios no interfieren con los humanos y viven sobre todo en lugares desolados o abandonados. Así se desprende, por ejemplo, de la frase turca İn Cin top oynuyor. Sólo cuando se les enfada o molesta, por ejemplo, si se pisa a sus hijos o se les arroja agua caliente, se vengan de los humanos. Por esta razón, los musulmanes pronuncian "destur" (permiso), antes de hacer algo que pueda herir accidentalmente a los Genios, como rociar agua caliente en la vía pública o en los arbustos, para que los Genios presentes abandonen el lugar.
Los Genios enfadados o con malas intenciones pueden causar daño físico, provocar enfermedades o apoderarse del cuerpo humano, pero un ser humano no puede ser controlado por un Genio en ningún momento. El individuo debe encontrarse en un estado de dha'iyfah (árabe: ضَعِيفَة, "debilidad (mental)"). Los sentimientos de inseguridad, inestabilidad mental, amor infeliz y depresión (estar "cansado del alma") son formas de dha'iyfah. En ese caso, se cree que es necesario un exorcismo para salvar a la persona del Genio agresor. Para protegerse de los Genios, muchos musulmanes llevan amuletos con el nombre de Dios grabado. También se dice que los Genios temen al hierro. y a los lobos.

## Época moderna y posmoderna

### Literatura y cine posmodernos

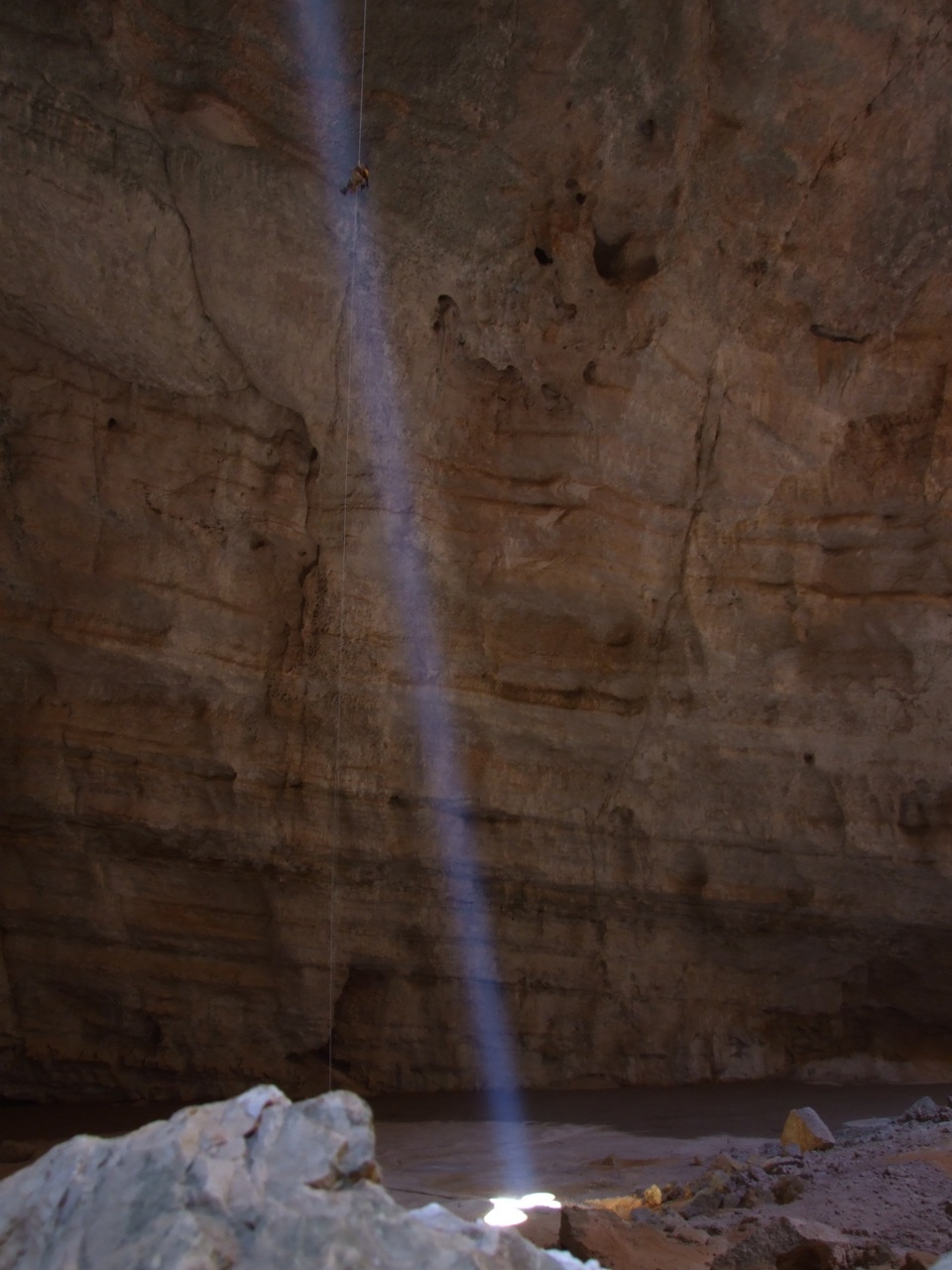
La cueva Majlis al Genio, lugar de reunión de los Genios según la tradición omaní.

Los Genios forman parte del género del realismo mágico, introducido en la literatura turca por Latife Tekin (1983), que utiliza elementos mágicos conocidos de la tradición preislámica e islámica de Anatolia. Desde la década de 1980, este género ha cobrado importancia en la literatura turca. La historia de Tekin trata de las creencias folclóricas y religiosas en una sociedad racionalizada.
A diferencia de la representación entre neutra y positiva de los Genios en las novelas de Tekin, desde 2004 los Genios se han convertido en un tropo habitual en las películas de terror del Oriente Medio. La presentación de los Genios suele combinar el Corán con creencias orales y culturales sobre los Genios. De 89 películas, 59 tienen referencias directas a los Genios como antagonistas, 12 utilizan otros tipos de demonios, mientras que otros tipos de terror, como el apocalipsis inminente, las apariciones o los fantasmas, constituyen sólo 14 películas. La popularidad de los Genios como elección de monstruo puede explicarse mejor por su afirmación en el Corán. Todavía hoy siguen siendo un tropo popular. Un estudio de 2020 muestra que los Genios siguen siendo el elemento de terror favorito de los adolescentes. Los Genios también aparecen en las películas de terror iraníes.

### Prevalencia de la creencia
Aunque desaconsejadas por algunas enseñanzas del Islam moderno, las creencias culturales sobre los Genios siguen siendo populares entre las sociedades musulmanas y su forma de entender la cosmología y la antropología. La afirmación sobre la existencia de Genios como criaturas sapientes que conviven con los humanos sigue estando muy extendida en el mundo del Oriente Medio y África Occidental. Las enfermedades mentales aún se atribuyen a menudo a la posesión de Genios. En el Irán moderno, los Genios (malvados) se sustituyen a menudo por demonios. Asimismo, en muchos cuentos modernos, el término Genio se utiliza para div (demonio), lo que provoca un cambio de significado. No obstante, la creencia en los Genios sigue siendo popular.
Según una encuesta realizada por el Pew Research Center en 2012:
| País                 | % de musulmanes que afirman creer en la existencia de Genios |
| -------------------- | ------------------------------------------------------------ |
| Marruecos            | 86%                                                          |
| Bangladés            | 84%                                                          |
| Turquía              | 63%                                                          |
| Irak                 | 55%                                                          |
| Indonesia            | 53%                                                          |
| Tailandia            | 47%                                                          |
| Bosnia y Herzegovina | 36%                                                          |
| Asia Central         | 15%                                                          |

La cantidad de musulmanes de Bosnia-Herzegovina que creen en los Genios es superior a la media general europea (30 %), aunque sólo el 21 % cree en la brujería y el 13 % llevaría talismán para protegerse de los Genios; el 12 % apoya las ofrendas y llamamientos a los Genios.
En Egipto, muchas personas que sufren parálisis del sueño la consideran un "ataque de los Genios", según se desprende de un estudio neurocientífico realizado en Cambridge por Jalal, Simons-Rudolph, Jalal y Hinton (2013), según el cual el 48 % de las personas que sufren parálisis del sueño en Egipto creen que se trata de un ataque de los Genios. Casi todos estos pacientes de parálisis del sueño (95 %) recitarían versos del Corán durante la parálisis del sueño para prevenir futuros "ataques de Genios". Además, algunos (9 %) aumentarían su oración islámica diaria (ṣalāh; Azalá) para librarse de estos ataques de Genios. La parálisis del sueño se asocia generalmente con un gran temor en Egipto, especialmente si se cree que tiene un origen sobrenatural.
Del mismo modo, los pacientes europeos de origen musulmán suelen atribuir las enfermedades mentales a los Genios. Las atribuciones más comunes a los Genios son los síntomas de alucinación y los síntomas psicóticos, pero también pueden incluir trastornos del estado de ánimo, trastorno obsesivo-compulsivo (TOC), síndrome de Capgras y epilepsia. Se ha observado que no todos los musulmanes que creen en los Genios creen que puedan poseer a las personas. Además, la creencia en la posesión no se limita a los musulmanes. En contra de la suposición de que la educación superior es proporcional al desencanto, la creencia en la posesión por Genios puede permanecer intacta incluso después de graduarse en Medicina.

## Artes visuales

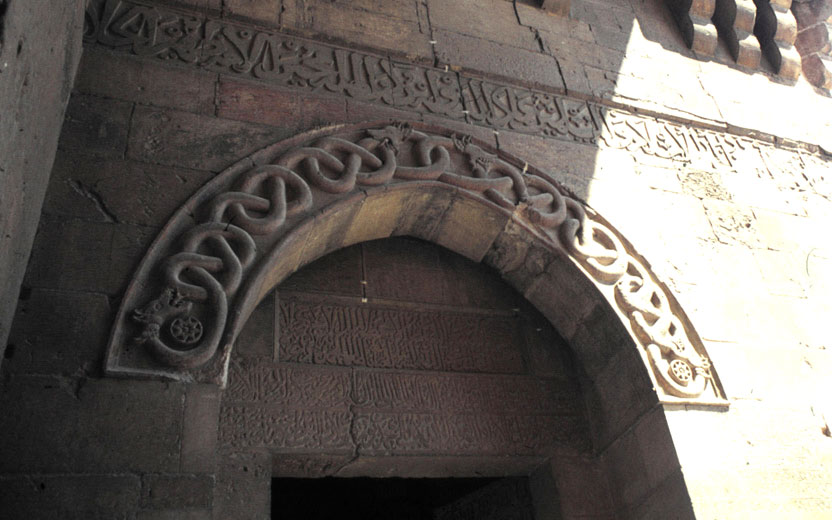
Ornamentación de serpientes entrelazadas sobre la puerta de la Ciudadela de Alepo

Aunque hay muy pocas representaciones visuales de Genios en el arte islámico, cuando aparecen, suelen estar relacionadas con un acontecimiento específico o con un Genio concreto.
En los manuscritos aparecen representaciones visuales de Genios y en las obras arquitectónicas su existencia suele estar implícita por la presencia de dispositivos apotropaicos, como serpientes, destinados a ahuyentar a los espíritus malignos. Por último, el rey Salomón aparece ilustrado muy a menudo con Genios como comandante de un ejército que los incluía.

### Representación arquitectónica

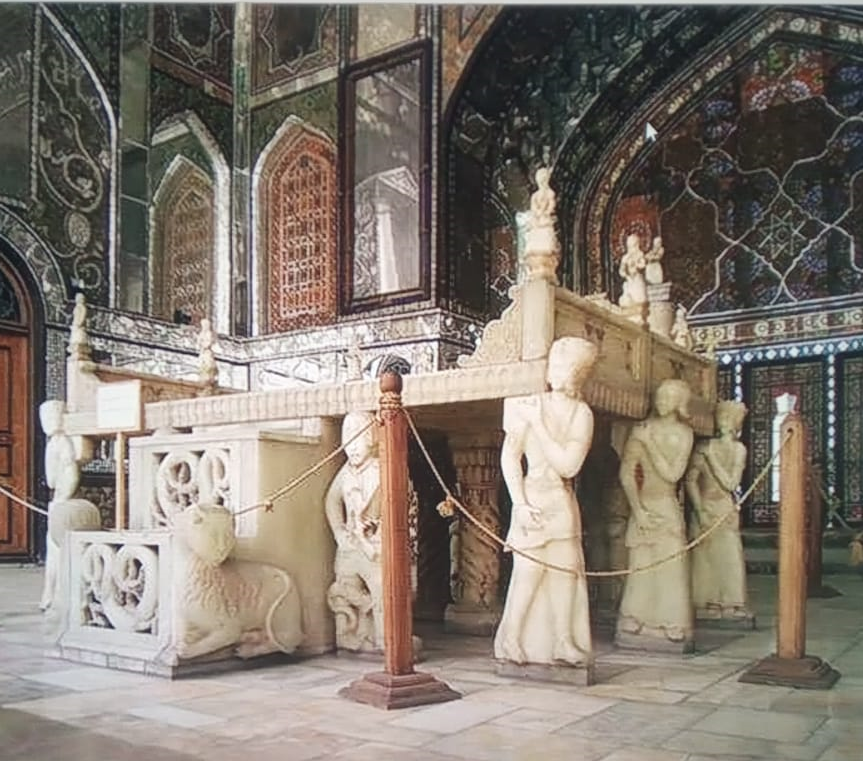
Takht-i Marmar, el trono de mármol sostenido por Genios y divs (demonios), palacio de Gulistan, Teherán, creado para Fath Ali Shah (r. 1797-1833).

Además de estas representaciones de Genios en torno a la realeza, también hubo referencias arquitectónicas a los Genios en todo el mundo islámico. En la ciudadela de Alepo, la puerta de entrada, Bab al-Hayyat, hacía referencia a los Genios en los relieves de serpientes tallados en piedra; asimismo, la puerta del agua de la ciudad Ayubí de Harran albergaba dos esculturas de cobre de Genios que servían como talismanes para ahuyentar tanto a las serpientes como a los Genios malignos en forma de serpiente.
Junto a estas representaciones de los Genios halladas en la Ciudadela de Alepo, se pueden encontrar representaciones de los Genios en el palacio Selyúcida de Rūm. Hay una fenomenal variedad de criaturas que pueden encontrarse en los azulejos de ocho puntas del artefacto del Sello de Sulaymān (Sello de Salomón). Entre ellas estaban los Genios, que pertenecían al ejército de Salomón y, al igual que Salomón afirmaba tener control sobre los Genios, también lo tenía el sultán Selyúcida de Rūm que afirmaba ser el Sulaymān de su tiempo. De hecho, una de las representaciones más comunes de los Genios es junto al rey Salomón o en asociación con él. Se creía que el rey Salomón tenía vínculos muy estrechos con los Genios, e incluso que controlaba a muchos de ellos. El concepto de que un gobernante grande y justo tiene la capacidad de comandar a los Genios iba mucho más allá del rey Salomón; también se creía que los emperadores, como Alejandro Magno, podían controlar un ejército de Genios de forma similar. Dada esta asociación, a menudo se veía a los Genios con Salomón en un contexto principesco o real, como el pequeño Genio con forma de animal sentado junto al rey Salomón en su trono, ilustrado en un manuscrito iluminado de Aja'ib al-Makhluqat de Zakariya al-Qazwini, escrito en el siglo XIII.

### En elKitāb al-Bulhān

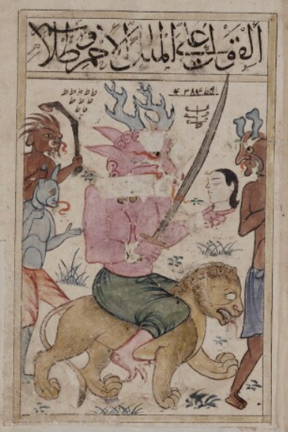
El rey rojo de los djinn, Al-Ahmar. Uno de los Siete Reyes Genios del Libro de las Maravillas de finales del.

En el Libro de las maravillas (Book of Wonders), compilado en el siglo XIV por Abd al-Hasan al-Isfahani, hay ilustraciones de diversos seres sobrenaturales (demonios, ʿafārīt, Genios, mal de ojo, diablos, Lilit, espíritus celestiales, entre otros).
A cada espíritu celestial se le denomina "Rey de los Genios", representado junto a sus ayudantes espirituales y junto a los símbolos talismánicos correspondientes. Por ejemplo, el "Rey Rojo del Martes" se representaba en el Libro de las Maravillas con una forma siniestra a horcajadas sobre un león. En la misma ilustración, sostiene una cabeza cortada y una espada, porque el "Rey Rojo del Martes" estaba alineado con Marte, el dios de la guerra. Junto a él, había ilustraciones del "Rey de Oro" y el "Rey Blanco".
Además de los siete "Reyes de los Genios", el Libro de las Maravillas incluía una ilustración de Huma (en árabe: حمى) o la "Fiebre". Se representaba a Huma con tres cabezas y abrazando la habitación que le rodeaba para capturar a alguien y provocarle fiebre.

### Representación talismánica

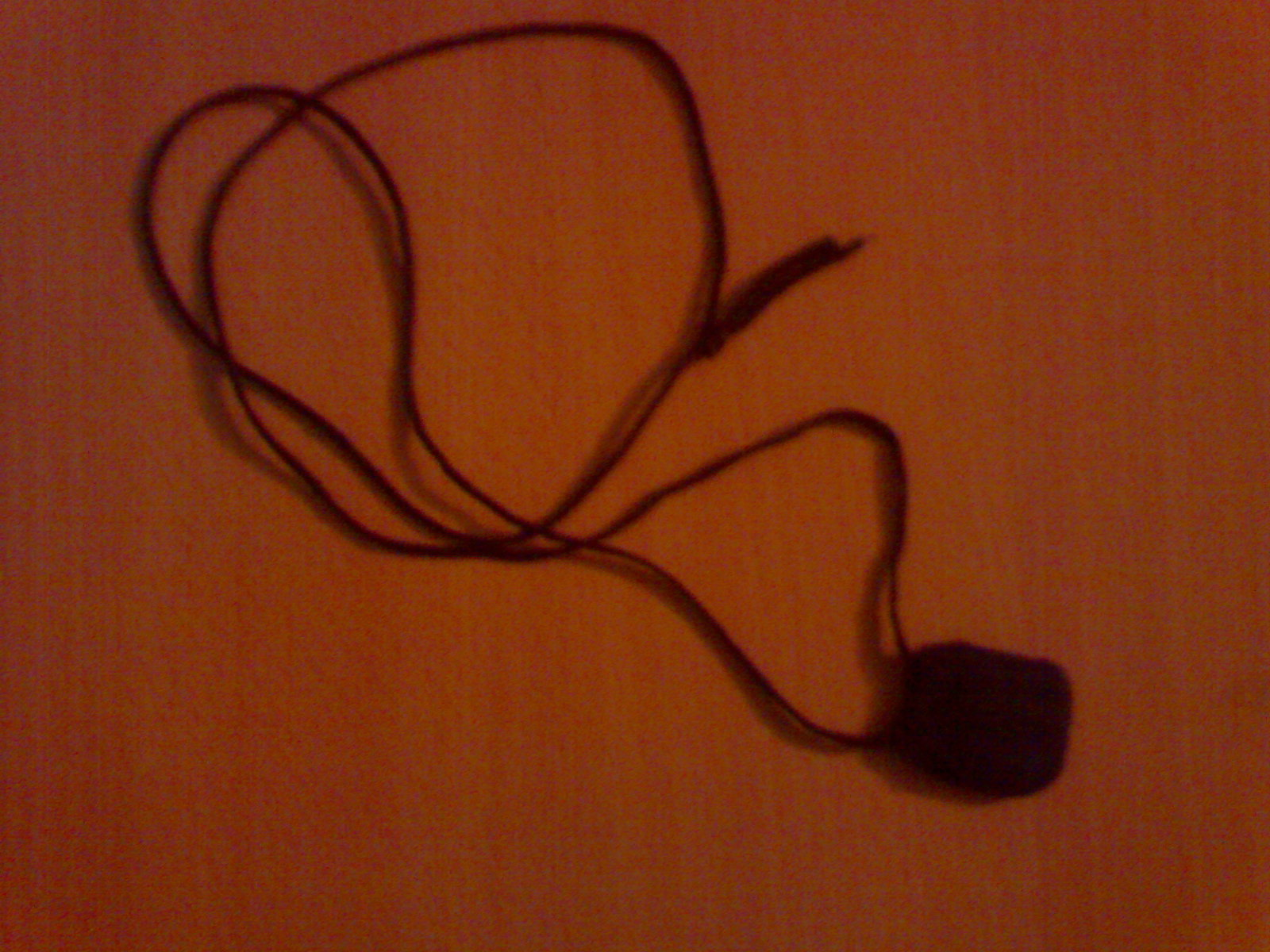
Imagen de un talismán (Tawiz), que se supone aleja a los Genios, el mal de ojo, la brujería y los demonios.

Los Genios influyeron indirectamente en el arte islámico con la creación de talismanes que, supuestamente, protegían al portador de los Genios, estaban envueltos en cuero e incluían versículos del Corán. No era raro que estos talismanes tuvieran inscritas letras árabes separadas, ya que se creía que la separación de esas letras afectaba positivamente a la potencia del talismán en general. Se pensaba que un objeto que tuviera inscrita la palabra de Allah tenía el poder de alejar el mal de la persona que lo obtenía, aunque muchos de estos objetos también tenían signos astrológicos, representaciones de profetas o narraciones religiosas.

## Prácticas mágicas

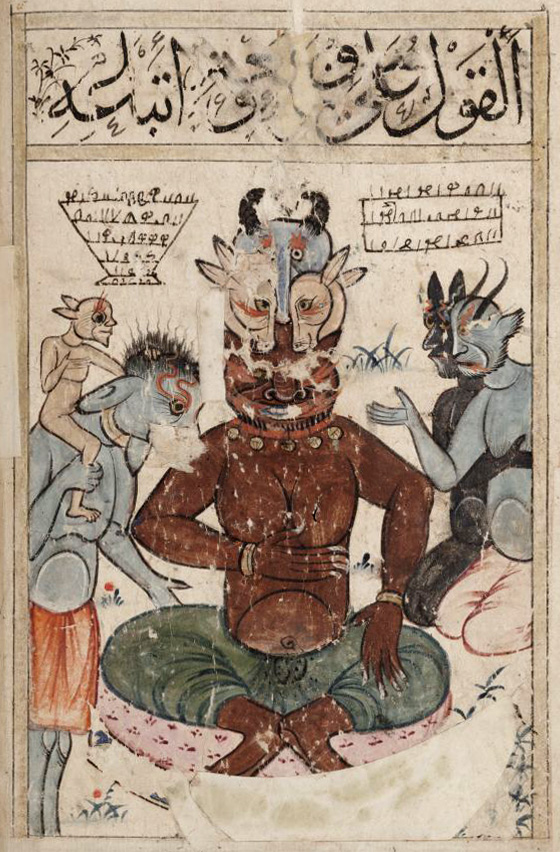
Zawba'a o Zoba'ah, el Genio-Rey del viernes

Se puede invocar a los Genios, junto con los demonios y los diablos, con fines de hechicería, encantamiento, protección o adivinación. Se atribuye a los adivinos (kāhin) la capacidad de preguntar a los Genios sobre cosas del pasado, ya que se cree que sus vidas duran más que la de los humanos.
En el Kitāb al-Fihrist de ibn al-Nadim se atestiguan creencias comunes relativas a la brujería y a las órdenes a los Genios. Dado que no sitúa estas prácticas como una rama de la ciencia o la filosofía, sino en un capítulo sobre cuentos y fábulas, es posible que el autor no creyera él mismo en la eficacia de la brujería. Informa de que el arte de ordenar a Genios y demonios se remonta a Salomón y Jamshid. Se supone que el primero que habría practicado un método lícito de encantamiento fue Abū Naṣr Aḥmad b. Hilāl Ibn Nadim explica el sometimiento lícito e ilícito de Genios y demonios como algo distinto: mientras que el primero controla a los Genios mediante el poder de los nombres divinos de Dios, el segundo complace a los demonios y diablos mediante ofrendas prohibidas y actos pecaminosos. Al-Jāḥiẓ es otro autor que habla de otro hombre que supuestamente controlaba a Genios y demonios: En el periodo omeya, se dice que ibn Hilāl tenía el poder de invocar demonios y Genios. Además, afirmaba haberse casado con una hija de Satán y haber engendrado un hijo.
Existen pruebas de que el sometimiento de espíritus, Genios y demonios, también fue cultivado por diversas autoridades islámicas. Al-Ṭabasī, considerado un muḥadīth (erudito del Hadiz) fiable y un asceta piadoso, escribió un extenso tratado (al-Shāmil fī al-baḥr al-kāmil) sobre el sometimiento de demonios y Genios. Según Zakariya al-Qazwini, era bien sabido que los Genios obedecían a al-Ṭabasī. Pone como ejemplo que al-Ṭabasī mostró los Genios al famoso erudito Ghazālī, que los vio como sombras en la pared. Afirma que los Genios sólo obedecen cuando el individuo se aparta de las tentaciones de la creación y se entrega a Dios. El al-Shāmil da instrucciones detalladas para la preparación de diversos conjuros. A diferencia, por ejemplo, de los escritos de al-Razi, el al-Shāmil no tiene ningún vínculo directo con la magia o la filosofía helenística o hermética. La magia también se utilizaba en el Imperio otomano, como demuestran las camisas talismánicas de Murad III.
Relacionada con las tradiciones ocultistas de la cultura islámica está la creencia en los "Siete reyes de la Semana", también conocidos como rūḥāiya ulia (espíritus superiores; ángeles) y rūḥāiya sufula (espíritus inferiores; demonios). Estos seres son, por ejemplo, invocados para la preparación de cuadrados mágicos. Esta creencia está atestiguada por el Libro de las Maravillas, que contiene representaciones artísticas de varios seres sobrenaturales (demonios, Genios, mal de ojo, fiebre (Huma, en árabe: حمى), diablos, Lilit, entre otros). Algunos de estos seres indican que la obra conecta las tradiciones mágicas hebrea, cristiana e islámica. La obra original se atribuye a al-Bakhi, que fundó un sistema de magia astrológica basado en el pensamiento neoplatónico. Aunque muchas páginas están dañadas, es posible reconstruir sus significados a partir de copias otomanas. Cada rey aparece representado con ayudantes y símbolos talismánicos asociados.

## Mitología comparada

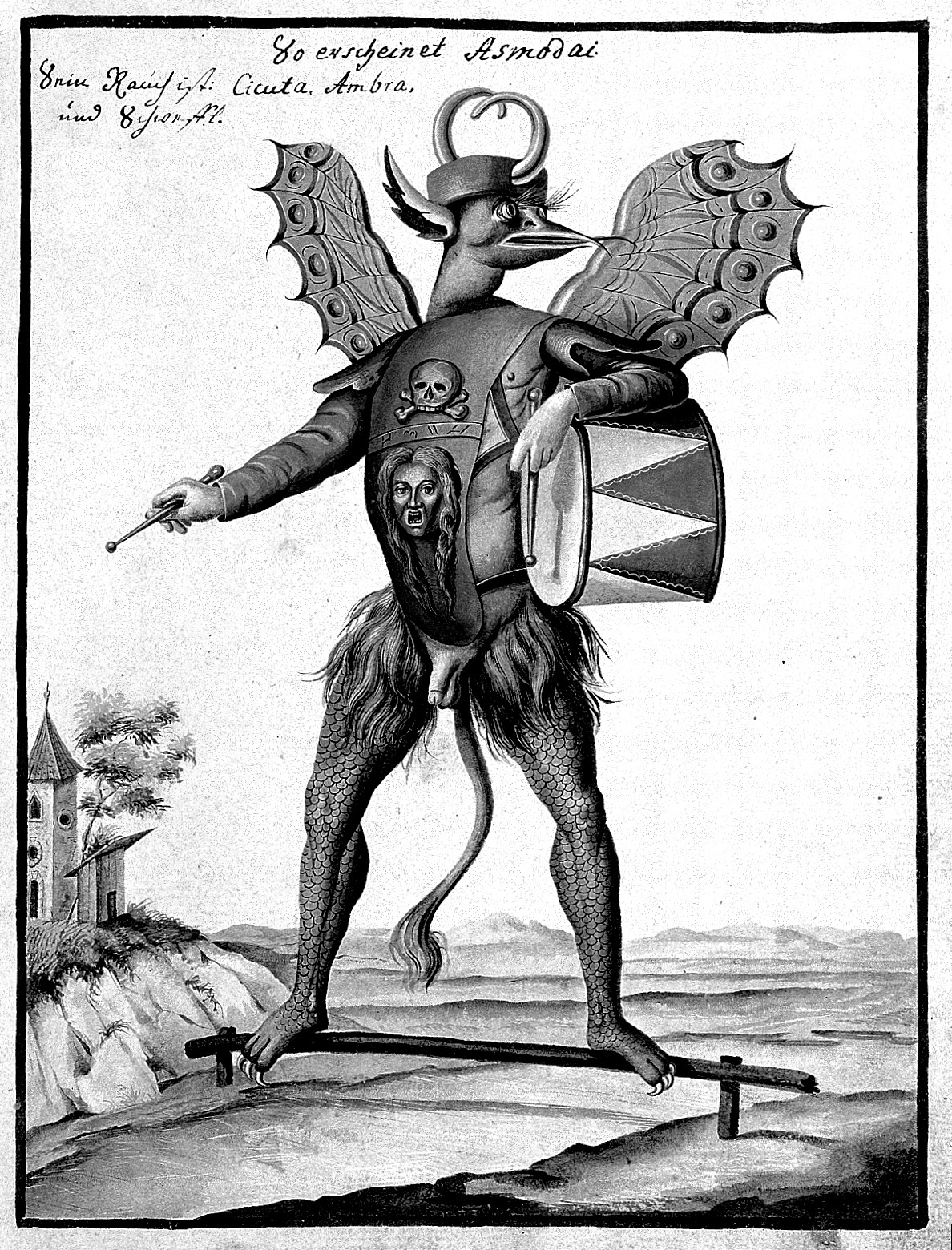
El sheyd אַשְמְדּאָי (Asmodeo) en forma de pájaro, con las típicas patas de gallo, como se representa en Compendium rarissimum totius Artis Magicae 1775

En Mitología comparada, los estudiosos debaten la relación entre las nociones islámicas de Genio y las ideas judías y cristianas anteriores de seres sobrenaturales o criaturas preternaturales, especialmente las de ángeles, espíritus y demonios. Existe un amplio consenso en que la creencia en los Genios era un elemento común de la cultura de la que surgió el Corán. Una cuestión que se ha planteado es hasta qué punto los Genios coránicos podrían compararse con los ángeles caídos de la tradición cristiana, aunque este punto de vista se contradice con el hecho de que los Genios no se identifican como "ángeles" y que las descripciones de los ángeles no implican que vuelen por el cielo para espiar secretos celestiales (a diferencia de los Genios que lo hacen en la Sura 72). Patricia Crone señala que, al igual que los Genios, los demonios del Testamento de Salomón ascienden al firmamento y espían los secretos celestiales, al igual que los demonios de la cosmología zoroástrica, que además se encuentran con un sistema de defensa celestial (al igual que los Genios islámicos). Afirmaciones similares se encuentran también en el Talmud (Berajot 18b) y en el Escolión de Teodoro bar Konai, del siglo VIII.
En el Libro de los Jubileos se identifican homólogos de los Genios coránicos: espíritus creados por Dios, asociados con el fuego, con un líder identificado (Mastema), que pueden ayudar o perjudicar a los humanos y que sufren un destino similar al de los Genios. Se dice que los Shedim del Tanaj se parecen a los Genios. Al igual que los Genios, entre una clase de seres de la mitología/creencia judía (jnun, shedim, entre otros), existe una tradición de exorcismo ritual y negociaciones que difiere de la de la cura judía tradicional de la posesión de espíritus asociada a los fantasmas (Dybbuk).
Los Genios también han sido comparados con seres preternaturales llamados gny' en inscripciones de Palmira, así como en demonologías más amplias de la Antigüedad tardía.
Al igual que los asuras en el budismo, los Genios tienen libre albedrío y pueden elegir caminos de vida moral buena o mala.